# Army Stadium
Das Army Stadium ist ein Fußballstadion mit Aschenbahn in der kambodschanischen Hauptstadt Phnom Penh. In der Regel finden dort Spiele der Cambodian Premier League statt. Hauptsächlich wird die Spielstätte vom National Defense Ministry FC genutzt.
Des Weiteren fanden Partien der kambodschanischen Fußballnationalmannschaft hier statt. Kambodscha trat zur 2018 WM-Qualifikation an, wo die Heimmannschaft mit 3:0 gegen die Macau gewann.
1964 wurde das alte National Stadion durch das Olympiastadion Phnom Penh ersetzt.